# Michael Keane
Michael Vincent Keane (Stockport, Anglia, 1993. január 11. –) angol labdarúgó, aki jelenleg az Everton FC-ben játszik hátvédként. Ikertestvére, Will Keane a Manchester United játékosa volt.

## Pályafutása

### Manchester United
Keane 2011. január 11-én, a 18. születésnapján kapott profi szerződést a Manchester Unitedtől. Október 25-én, egy Aldershot Town elleni Ligakupa-mérkőzésen mutatkozott be, a 70. percben állt be csereként. 2012. január 28-án, a Liverpool elleni FA Kupa-meccsen a kispadra került, de nem jutott játéklehetőséghez.

## Válogatott
Keane ír származású, és korábban az U17-es, az U18-as, valamint az U19-es ír válogatottban is. Később azonban úgy döntött, inkább az angol válogatottban szeretne szerepelni. 2012 februárjában, Csehország ellen debütált az U19-es angol válogatottban.

## Sikerei, díjai

### Klubcsapatban

#### Manchester United
- FA Youth Cup-győztes: 2011

## Fordítás
- Ez a szócikk részben vagy egészben  a   Michael Keane (footballer) című angol Wikipédia-szócikk fordításán alapul.  Az eredeti cikk szerkesztőit annak laptörténete sorolja fel. Ez a jelzés csupán a megfogalmazás eredetét és a szerzői jogokat jelzi, nem szolgál a cikkben szereplő információk forrásmegjelöléseként.

## Külső hivatkozások
- Michael Keane pályafutásának statisztikái a Soccerbase oldalon (angolul)

- Michael Keane adatlapja a Manchester United honlapján
- Michael Keane statisztikái az UEFA honlapján